# Ove Andersson
Ove Andersson (Uppsala, 3 gennaio 1938 – George, 11 giugno 2008) è stato un pilota di rally e dirigente sportivo svedese, vincitore in carriera di una prova del campionato del mondo rally (Safari Rally del 1975) e di quattro prove del Campionato internazionale costruttori.
Nel Campionato internazionale costruttori 1971, se si fosse assegnato anche il titolo piloti oltre a quello costruttori, Andersson sarebbe stato campione del mondo in quanto riuscì a vincere ben quattro gare su otto. Il titolo mondiale piloti fu istituito a partire dal Campionato del mondo rally 1977.

## Biografia
Dopo essere stato uno dei pionieri delle gare rallystiche già a partire dagli anni 1950 (come navigatore, ebbe, tra gli altri Jean Todt), negli anni 1980 fondò la Andersson Motorsport da cui poi sarebbe nata la Toyota Motorsport (nei rally Toyota Team Europe).
Trovò la morte, all'età di 70 anni, in Sudafrica l'11 giugno 2008 al Milligan Classic Rally, una gara di rally per auto storiche, la vettura da lui guidata non è riuscita ad evitare lo scontro frontale con un camion, all'uscita di una curva cieca.

## Manager della Toyota
Con il Toyota Team Europe ha vinto sette campionati del mondo rally: il titolo piloti nel 1990, 1992, 1993 e 1994, con tre piloti diversi, e quello costruttori nel 1993, 1994 e 1999.
In seguito è stato a capo anche del Toyota F1 Team.

## Palmarès

### Vittorie nel mondiale rally
Fino al 1972 il Campionato del mondo rally era ancora il Campionato internazionale costruttori.
| Anno | Rally                | Navigatore | Vettura                  |
| ---- | -------------------- | ---------- | ------------------------ |
| 1971 | Rally di Monte Carlo | Tony Nash  | Alpine-Renault A110 1600 |
| 1971 | Rally di Sanremo     | Tony Nash  | Alpine-Renault A110 1600 |
| 1971 | Rally d'Austria      | Arne Hertz | Alpine-Renault A110 1600 |
| 1971 | Rally dell'Acropoli  | Arne Hertz | Alpine-Renault A110 1600 |
| 1975 | Safari Rally         | Arne Hertz | Peugeot 504 TI           |

## Risultati del mondiale rally

### ICM
- 1970 - SMK Uppsala, Ford Motor Co. Ltd., Alpine Renault - Ford Escort Twin Cam, Alpine-Renault A110 1600 - Ritirato al Rally di Svezia, ritirato al Rally di Sanremo, ritirato al Rally d'Austria, 3° al Rally dell'Acropoli, ritirato al Rally di Gran Bretagna
- 1971 - Alpine Renault, Team St. Bruno - Alpine-Renault A110 1600, Alpine-Renault A110 - 1° al Rally di Monte Carlo, ritirato al Rally di Svezia, 1° al Rally di Sanremo, 1° al Rally d'Austria, 1° al Rally dell'Acropoli, ritirato al Coupe des Alpes, ritirato al Rally di Gran Bretagna
- 1972 - Alpine Renault, Nissan Motor Co. Ltd - Alpine-Renault A110 1600, Renault 12 Gordini, Datsun 1800 SSS, Alpine-Renault A110 1600S, Toyota Celica - 28° al Rally di Monte Carlo, 15° al Rally di Svezia, 12° al Safari Rally, ritirato al Rally internazionale del Marocco, ritirato al Rally di Sanremo, 9° al Rally di Gran Bretagna

### WRC
| 1973 | Scuderia | Vettura |   |     |     |   |  |     |  |  |   |  |  |    |  |  |  |  | Punti | Pos. |
| ---- | --- | --- | - | --- | --- | - |  | --- |  |  | - |  |  | -- |  |  |  |  | ----- | ---- |
| 1973 | Alpine Renault Lancia HF Squadra Corse Toyota Marshalls (EA) Ltd. Toyota Motor Sales Co. Ltd. Team St. Bruno | Alpine-Renault A110 1800 Lancia Fulvia 1.6 Coupé HF Toyota Celica 1600 GT Peugeot 504 Ti Toyota Celica Toyota Celica GT | 2 | Rit | Rit | 3 |  | Rit |  |  | 8 |  |  | 12 |  |  |  |  |       |      |

| 1974 | Scuderia                                                      | Vettura                                              |   |     |  |  |  |  |     |  |  |  |  |  |  |  |  |  | Punti | Pos. |
| ---- | ------------------------------------------------------------- | ---------------------------------------------------- | - | --- |  |  |  |  | --- |  |  |  |  |  |  |  |  |  | ----- | ---- |
| 1974 | Salvador Caetano / VIP Marshalls (EA) Ltd. Dealer Team Toyota | Toyota Corolla Levin TE27 Peugeot 504 Toyota Corolla | 4 | Rit |  |  |  |  | Rit |  |  |  |  |  |  |  |  |  |       |      |

| 1975 | Scuderia                                        | Vettura                                                            |  |  |   |     |  |   |  |  |  |     |  |  |  |  |  |  | Punti | Pos. |
| ---- | ----------------------------------------------- | ------------------------------------------------------------------ |  |  | - | --- |  | - |  |  |  | --- |  |  |  |  |  |  | ----- | ---- |
| 1975 | Dealer Team Toyota Team Salvador Caetano Toyota | Peugeot 504 Toyota Corolla Levin TE27 Toyota Celica 2000 GT (RA21) |  |  | 1 | Rit |  | 3 |  |  |  | Rit |  |  |  |  |  |  |       |      |

| 1976 | Scuderia                                                           | Vettura                                                |  |  |   |  |     |  |  |  |  |   |  |  |  |  |  |  | Punti | Pos. |
| ---- | ------------------------------------------------------------------ | ------------------------------------------------------ |  |  | - |  | --- |  |  |  |  | - |  |  |  |  |  |  | ----- | ---- |
| 1976 | Team Salvador Caetano Kassidopoulos AEBE Toyota Team Great Britain | Toyota Celica 2000 GT (RA21) Toyota Corolla Levin TE27 |  |  | 2 |  | Rit |  |  |  |  | 5 |  |  |  |  |  |  |       |      |

| 1977 | Scuderia              | Vettura                      |  |  |   |  |  |     |  |  |  |  |  |  |  |  |  |  | Punti | Pos. |
| ---- | --------------------- | ---------------------------- |  |  | - |  |  | --- |  |  |  |  |  |  |  |  |  |  | ----- | ---- |
| 1977 | Team Salvador Caetano | Toyota Celica 2000 GT (RA21) |  |  | 3 |  |  | Rit |  |  |  |  |  |  |  |  |  |  |       |      |

| 1978 | Scuderia                  | Vettura                      |  |  |  |   |     |  |  |  |  |  |  |  |  |  |  |  | Punti | Pos. |
| ---- | ------------------------- | ---------------------------- |  |  |  | - | --- |  |  |  |  |  |  |  |  |  |  |  | ----- | ---- |
| 1978 | Salvador Caetano - Toyota | Toyota Celica 2000 GT (RA21) |  |  |  | 4 | Rit |  |  |  |  |  |  |  |  |  |  |  |       |      |

| 1979 | Scuderia           | Vettura                                                               |  |  |   |  |     |  |  |  |  |  |  |   |  |  |  |  | Punti | Pos. |
| ---- | ------------------ | --------------------------------------------------------------------- |  |  | - |  | --- |  |  |  |  |  |  | - |  |  |  |  | ----- | ---- |
| 1979 | Toyota Team Europe | Toyota Celica 2000 GT (RA40) Toyota Celica 2000 GT Toyota Celica RA40 |  |  | 3 |  | Rit |  |  |  |  |  |  | 5 |  |  |  |  | 20    | 13º  |

| 1980 | Scuderia           | Vettura                                                   |  |  |   |  |   |  |  |  |  |  |  |     |  |  |  |  | Punti | Pos. |
| ---- | ------------------ | --------------------------------------------------------- |  |  | - |  | - |  |  |  |  |  |  | --- |  |  |  |  | ----- | ---- |
| 1980 | Toyota Team Europe | Toyota Celica 2000 GT (RA40) Toyota Celica 2000 GT (RA45) |  |  | 6 |  | 6 |  |  |  |  |  |  | Rit |  |  |  |  | 12    | 24º  |

| 1982 | Scuderia | Vettura               |  |  |  |  |  |  |  |  |  |  |     |  |  |  |  |  | Punti | Pos. |
| ---- | -------- | --------------------- |  |  |  |  |  |  |  |  |  |  | --- |  |  |  |  |  | ----- | ---- |
| 1982 |          | Toyota Celica 2000 GT |  |  |  |  |  |  |  |  |  |  | Rit |  |  |  |  |  | 0     |      |

| Legenda | 1º posto | 2º posto | 3º posto | A punti | Senza punti | Ritirato | Squalificato | NP=Non partito C=Gara cancellata | Apice=Power stage |

## Riconoscimenti
- Inserito nella Rally Hall of Fame nel 2018.